# Sønder Stenderup
Sønder Stenderup is een plaats in de Deense regio Zuid-Denemarken, gemeente Kolding, en telt 580 inwoners (2007). 

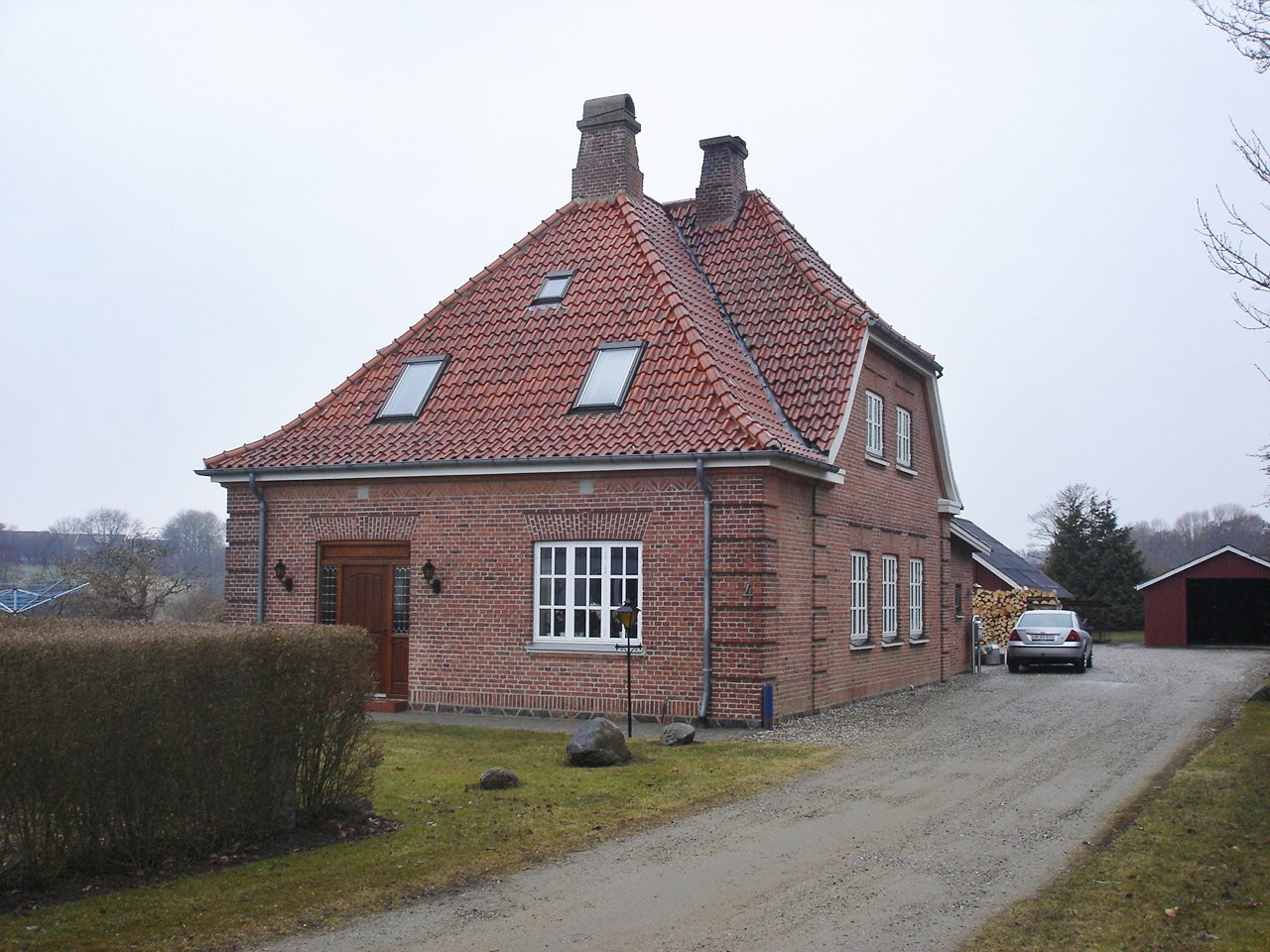
Station Varmark

Het dorp ligt aan de voormalige spoorlijn Kolding - Hejlsminde. De spoorlijn is al lang opgebroken maar het voormalige station, vernoemd naar de nabij liggende boerderij Varmark, is nog steeds aanwezig. 